# Avenida Gregorio Arcos
La avenida Gregorio Arcos, anteriormente carretera de Madrid, es una de las grandes avenidas de la ciudad española de Albacete. En el noroeste de la capital, en sus 3,88 km de longitud se sitúan importantes infraestructuras de la urbe manchega.

## Toponimia
Desde principios del siglo XXI, a petición de ADECA –la Asociación de Empresarios de Campollano–, la avenida lleva el nombre de Gregorio Arcos (Albacete, 1925-ibidem, 2002),  importante empresario cuchillero perteneciente a la estirpe familiar fundadora de la empresa albaceteña Arcos, la primera empresa cuchillera de España y una de las más antiguas del mundo, surgida en 1745.
Gregorio Arcos fue el primer empresario en asentarse en el Parque Empresarial Campollano, actualmente el polígono industrial más grande de Castilla-La Mancha y uno de los más grandes de España, precisamente en la avenida que hoy lleva su nombre. Anteriormente se denominaba carretera de Madrid.

## Características
La avenida Gregorio Arcos es una de las grandes avenidas de la capital albaceteña, situada al noroeste de la ciudad. Tiene 3,88 km de longitud con dos carriles por sentido, cinco rotondas, tres cruces y un puente. Cuenta con amplias aceras, carril bici y zonas ajardinadas, que conforman uno de los principales paseos de la ciudad.
Se divide en dos tramos separados por un puente. El primero, de 1,21 km, discurre por la ciudad. El segundo (2,67 km) es la avenida principal de Campollano, el mayor parque empresarial de Castilla-La Mancha, que se encuentra completamente unido a la ciudad.
La avenida Gregorio Arcos es una de las vías de entrada a la ciudad, lo que, junto a su condición de acceso a Campollano, hacen de ella una de las vías con más tráfico rodado de la urbe manchega. Comienza en la plaza de la Tamos, lugar donde finaliza, entre otras vías, la Circunvalación de Albacete, y termina en la autovía A-31. En torno a ella se articulan los barrios Cañicas, Los Llanos del Águila e Imaginalia de la capital albaceteña.

## Lugares de interés
A lo largo de esta vía se sitúan numerosos lugares de interés como la emblemática plaza de la Tamos; el parque de la Carretera de Madrid; los jardines de Postensa, en Imaginalia, en los que destaca el monumento al tractor situado junto a la vía; el Centro de Recuperación de Personas con Discapacidad Física (CMRF) de Albacete, uno de los cinco de su género que existen en España, dependiente del Gobierno central; la Institución Ferial de Albacete, palacio y recinto ferial permanente con una superficie total de 62 000 m² en el que tienen lugar numerosos eventos y ferias sectoriales a lo largo del año; el Instituto Técnico Agronómico Provincial de Albacete (ITAP), institución investigadora de alta tecnología en el ámbito agropecuario y agroalimentario, creada en 1986, cuya misión fundamental se centra básicamente en la transferencia de tecnología y la investigación aplicada en los sectores agrícola, ganadero y alimentario, ejerciendo de nexo de unión entre la ciencia y el campo; la Junta Central de Regantes de la Mancha Oriental (JCRMO), corporación de derecho público, adscrita a la Confederación Hidrográfica del Júcar, cuya misión fundamental consiste en regular el aprovechamiento de los recursos hídricos de toda la cuenca histórica del Júcar en Castilla-La Mancha, la Mancha Oriental, que representa el 72 % del total de la cuenca hidrográfica del Júcar; el puente central de Campollano o puente de la avenida Gregorio Arcos; el Parque Empresarial Campollano; la Escuela de Cuchillería de Albacete, única en España; el Hotel Santa Isabel, de 4 estrellas, situado en un monumental edificio palaciego de estilo Luis XV, o Decathlon Albacete.